# Диоедас
Диоедас је био трећи стратег Ахајског савеза, који је служио само годину дана од 244. п. н. е. до 243. п. н. е. Претходник и наследник је био Арат из Сикиона.
| Арат из Сикиона | Стратег Архајског Савеза 244. п. н. е. - 243. п. н. е. | Арат из Сикиона |